# The Home Maker
The Home Maker es una película muda dramática estadounidense de 1925 dirigida por King Baggot y protagonizada por Alice Joyce, Clive Brook y Billy Kent Schaefer.

## Sinopsis
La vida de un hombre parece desmoronarse. Está desmotivado con su trabajo, no le tienen en cuenta para un ascenso y, cuando la presión se vuelve insoportable, trata de suicidarse, pero fracasa también en eso y sólo logra lisiarse. A partir de entonces, se queda en casa con los niños y escribe, mientras su esposa ocupa un puesto comercial. Ambos están tan contentos con el cambio de circunstancias que, cuando el marido descubre que puede volver a usar sus extremidades, le ruega al médico de familia que no revele el hecho, para que no se arruine la felicidad de la familia.

## Reparto
- Alice Joyce - Eva Knapp
- Clive Brook - Lester Knapp
- Billy Kent Schaefer - Stephen Knapp
- Maurice Murphy - Henry Knapp
- Julie Bishop - Helen Knapp
- Frank Newburg - Harvey Bronson
- George Fawcett - Dr. Merritt
- Margaret Campbell - Mattie Farnum
- Martha Mattox - Mrs. Anderson
- Alfred Fisher - John - El conserje
- Alice Flower - Miss West
- Virginia True Boardman - Mrs. Prouty
- Elaine Ellis - Molly Prouty
- Mary Gordon - Mrs. Hennessy
- Lloyd Whitlock - Mr. Willings

## Conservación
Se conserva una copia de The Home Maker  en el UCLA Film and Television Archive.